# Bouhey
Bouhey ist eine französische Gemeinde mit 50 Einwohnern (Stand 1. Januar 2022) im Département Côte-d’Or in der Region Bourgogne-Franche-Comté. Sie gehört zum Kanton Arnay-le-Duc und zum Arrondissement Beaune. 
Sie grenzt im Norden an La Bussière-sur-Ouche, im Osten an Veuvey-sur-Ouche, im Süden an Crugey, im Südwesten an Sainte-Sabine und im Westen an Châteauneuf.

## Bevölkerungsentwicklung
| Jahr                       | 1962 | 1968 | 1975 | 1982 | 1990 | 1999 | 2008 | 2015 |
| -------------------------- | ---- | ---- | ---- | ---- | ---- | ---- | ---- | ---- |
| Einwohner                  | 68   | 69   | 53   | 40   | 44   | 49   | 40   | 37   |
| Quellen: Cassini und INSEE |      |      |      |      |      |      |      |      |